# Markus Nüttgens
Markus Nüttgens (* 1963) ist ein deutscher Wirtschaftsinformatiker und Professor an der Universität Hamburg.

## Leben
Von 1985 bis 1989 studierte er Betriebswirtschaftslehre (Universität des Saarlandes). Nach der Promotion 1995 an der Rechts- und Wirtschaftswissenschaftlichen Fakultät, Universität des Saarlandes (Dr. rer. oec.) war er von 2004 bis 2005 Professur für Wirtschaftsinformatik an der Hamburger Universität für Wirtschaft und Politik. Seit 2005 ist er Professor für Wirtschaftsinformatik an der Universität Hamburg. 
Seine Forschungsschwerpunkte sind allgemeine Wirtschaftsinformatik und Wissenschaftstheorie, Informations- und Geschäftsprozessmanagement, betriebswirtschaftliche Standardsoftware, Informationssysteme in Industrie, Dienstleistung und Verwaltung, Open Source / Open Access und IT-Governance / Compliance / Outsourcing / Entrepreneurship.

## Schriften (Auswahl)
- Koordiniert-dezentrales Informationsmanagement. Rahmenkonzept – Koordinationsmodelle – Werkzeug-Shell. Wiesbaden 1995, ISBN 3-409-12150-1.
- mit Oliver Thomas und Peter Loos (Hrsg.): Hybride Wertschöpfung. Mobile Anwendungssysteme für effiziente Dienstleistungsprozesse im technischen Kundendienst. Wiesbaden 2013, ISBN 3-642-33775-9.
- mit Oliver Thomas und Michael Fellmann (Hrsg.): Dienstleistungsproduktivität. Mit mobilen Assistenzsystemen zum Unternehmenserfolg. Wiesbaden 2014, ISBN 3-658-05300-3.
- mit Oliver Thomas und Michael Fellmann (Hrsg.): Smart Service Engineering. Konzepte und Anwendungsszenarien für die digitale Transformation. Wiesbaden 2017, ISBN 3-658-16261-9.